# Fraggle Rock: Back to the Rock
Fraggle Rock: Back to the Rock (A Rocha Encantada: De Volta à Caverna no Brasil) é uma série de televisão de fantoches de comédia de fantasia musical infantil estadunidense sobre sociedades interconectadas de criaturas, é o reboot da série original de mesmo nome de 1983, criado por Jim Henson. A primeira temporada foi lançada no Apple TV+ em 21 de janeiro de 2022.
Um especial de natal Night of the Lights Holiday Special foi lançado em 18 de novembro de 2022. Foi renovada para uma segunda temporada.

## Elenco
- Lilli Cooper como Doc

### Bonequeiros
- John Tartaglia como Gobo Fraggle, Sprocket, Architect Doozer, Gunge, Barry Blueberry, Lyle Craggle (somente fantoches)
- Donna Kimball como Mokey Fraggle, Cotterpin Doozer, Storyteller Fraggle
- Jordan Lockhart como Wembley Fraggle, Murray the Minstrel
- Frank Meschkuleit como Boober Fraggle (apenas marionetes) Uncle Traveling Matt (apenas marionetes em episódios selecionados), The World's Oldest Fraggle (apenas marionetes), Pa Gorg (face e performance de voz), Large Marvin Fraggle, Mantivore
- Aymee Garcia como Ma Gorg (face e performance de voz), Archivist (apenas marionetes), Marjorie the Trash Heap, Brool the Minstrel, Henchy Fraggle, Bongo, Styles Craggle
- Dan Garza como Junior Gorg (face e performance de voz), Philo, Kyle Craggle
- Ali J. Eisner como Turbo Doozer, Jack Hammer Doozer (apenas marionetes), Joogie the Inkspot, Balsam the Minstrel
- Kira Hall como Brio the Menestrel
- Kanja Chen como Pogey
- Kevin Clash como Uncle Traveling Matt (marionetes apenas em episódios selecionados)
- Andy Hayward como Pa Gorg (performance de terno), Wrench Doozer, Jamdolin (somente marionetes), Rupert Fraggle, Giant Talking Raddish
- Ingrid Hansen como Ma Gorg (performance de terno), Skitter Stone
- Ben Durocher como Junior Gorg (performance de terno)

### Vozes
- Dave Goelz como Boober Fraggle, Uncle Travelling Matt, The World's Oldest Fraggle
- Daveed Diggs como Jamdolin
- Cynthia Erivo como Arquivista
- Ed Helms como Lyle Craggle
- Patti LaBelle como Merggle Queen
- Kenan Thompson como Jack Hammer Doozer

## Episódios

### 1ª. Temporada (2022)
| #  | Título                       | Escrito por                     | Direção                    | Data de exibição      |
| -- | ---------------------------- | ------------------------------- | -------------------------- | --------------------- |
| 1  | Pilot                        | Matt Fusfeld & Alex Cuthbertson | Paul Fox                   | 21 de janeiro de 2022 |
| 2  | Red and the Big Jump         | John Tartaglia                  | J.J. Jonhson               | 21 de janeiro de 2022 |
| 3  | The Merggle Moon Migration   | Jocelyn Stevenson               | J.J. Jonhson               | 21 de janeiro de 2022 |
| 4  | The Glow                     | Sabrina Jalees                  | Paul Fox                   | 21 de janeiro de 2022 |
| 5  | Four Wembleys and a Birthday | Maurin Mwombela                 | J.J. Johnson               | 21 de janeiro de 2022 |
| 6  | The Legend of Icy Joe        | Douglas Lyons                   | Paul Fox                   | 21 de janeiro de 2022 |
| 7  | Flight of the Flutterflies   | Charley Feldman                 | Jordan Canning             | 21 de janeiro de 2022 |
| 8  | Craggle Lagoon               | Maurin Mwombela                 | Jordan Canning             | 21 de janeiro de 2022 |
| 9  | The Giggle Gaggle Games      | Sabrina Jalees                  | Jordan Canning             | 21 de janeiro de 2022 |
| 10 | Wembley the Spokesfraggle    | Charley Feldman                 | Jon Rosenbaum              | 21 de janeiro de 2022 |
| 11 | Deep Dive                    | Douglas Lyons                   | Jon Rosenbaum              | 21 de janeiro de 2022 |
| 12 | Into the Trash               | Douglas Lyons                   | Adam Stein & Zach Lipovsky | 21 de janeiro de 2022 |
| 13 | All of Us                    | Matt Fusfeld & Alex Cuthbertson | Adam Stein & Zach Lipovsky | 21 de janeiro de 2022 |

### 2ª. Temporada (2024)
| #  | Título                  | Escrito por                     | Direção        | Data de exibição    |
| -- | ----------------------- | ------------------------------- | -------------- | ------------------- |
| 1  | The Great Wind          | Matt Fusfeld & Alex Cuthbertson | Jordan Canning | 29 de março de 2024 |
| 2  | The Twisty-Turny-Thorn  | Maurin Mwombela                 | Paul Fox       | 29 de março de 2024 |
| 3  | When Mokey Met Lanford  | John Tartaglia                  | Jordan Canning | 29 de março de 2024 |
| 4  | The Repeatee Birds      | Douglas Lyons                   | Jordan Canning | 29 de março de 2024 |
| 5  | I'm Pogey               | Charley Feldman                 | John Tartaglia | 29 de março de 2024 |
| 6  | Mezzo: Live in Concert  | Annalise Tahran                 | Jordan Canning | 29 de março de 2024 |
| 7  | This for That           | Jocelyn Stevenson               | Jordan Canning | 29 de março de 2024 |
| 8  | Colder Boulders         | Maurin Mwombela                 | Paul Fox       | 29 de março de 2024 |
| 9  | The Great Radish Ball   | Sabrina Jalees                  | Paul Fox       | 29 de março de 2024 |
| 10 | Fraggle Up              | Sabrina Jalees                  | Jon Rosenbaum  | 29 de março de 2024 |
| 11 | Lost and Found Fraggles | Charley Feldman                 | Jon Rosenbaum  | 29 de março de 2024 |
| 12 | Letting Go              | Annalise Tahran                 | J. J. Johnson  | 29 de março de 2024 |
| 13 | Hope and Socks          | John Tartaglia                  | J. J. Johnson  | 29 de março de 2024 |

## Produção
Em janeiro de 2021, a The Jim Henson Company anunciou que a produção havia começado oficialmente em uma reinicialização do programa. Este novo show é distinto do Fraggle Rock: Rock On! curtas que foram lançados em abril de 2020 e consistirão em episódios completos. O show está sendo filmado no Calgary Film Centre. Um trailer do programa, agora intitulado Fraggle Rock: Back to the Rock, foi lançado juntamente com a data de estreia de 21 de janeiro de 2022.
Em 26 de maio de 2020, após o sucesso do Fraggle Rock: Rock On! curtas, a Apple TV+ anunciou que assinou um acordo com a Henson Company para produzir uma reinicialização completa de Fraggle Rock, consistindo em episódios de meia hora, além de direitos exclusivos de streaming para a série original e especiais. Cada episódio apresenta músicas originais, bem como reprises de músicas da série original.
Junto com o retorno de personagens da série original, o novo programa apresenta novos personagens dublados por convidados famosos, incluindo Patti LaBelle, Cynthia Erivo, Daveed Diggs, Ed Helms e Kenan Thompson. Foo Fighters também aparecem como eles mesmos em um episódio.
A pré-produção da série começou no outono de 2020 sob o título de trabalho Raphanis (derivado da palavra latina para "radish"). As filmagens começaram em 25 de janeiro de 2021, em estúdio no Calgary Film Centre em Calgary, Alberta, Canadá e terminaram em junho.

## Trilha sonora
Fraggle Rock: Back to the Rock (Apple TV+ Original Series Soundtrack) é a trilha sonora original da série homônima da Apple TV+, lançado no formato de streaming em 21 de janeiro de 2022 pela Lakeshore Records. E foi lançado em LP em 9 de dezembro de 2022.
Lista de faixas
| N.º            | Título                              | Compositor(es) | Intérprete(s)                 | Duração |  |
| 1.             | "Fraggle Rock Theme"                |                | Fraggle Rock                  | 01:03   |  |
| 2.             | "Party in Fraggle Rock"             |                | Fraggle Rock                  | 01:39   |  |
| 3.             | "Hip, Hip, Hooray"                  |                | Fraggle Rock                  | 00:58   |  |
| 4.             | "Only Way Home"                     |                | Fraggle Rock                  | 01:19   |  |
| 5.             | "Floop, Bloop and Whoop"            |                | Fraggle Rock                  | 00:43   |  |
| 6.             | "Shine On Us Now (Moon Come Sono)"  |                | Fraggle Rock e Patti LaBelle  | 01:43   |  |
| 7.             | "Every Voice"                       |                | Fraggle Rock                  | 01:54   |  |
| 8.             | "Doozer Marching Song"              |                | Doozers                       | 01:20   |  |
| 9.             | "Merggle Moon Migration"            |                | Fraggle Rock                  | 01:30   |  |
| 10.            | "Share and You're Not Alone"        |                | Fraggle Rock                  | 01:21   |  |
| 11.            | "Chase the Wing"                    |                | Fraggle Rock e Cynthia Erivo  | 01:38   |  |
| 12.            | "Go With the Flow"                  |                | Fraggle Rock e Daveed Diggs   | 00:09   |  |
| 13.            | "Glow Away"                         |                | Boober Fraggle                | 01:16   |  |
| 14.            | "That's Not What I Want"            |                | Fraggle Rock                  | 01:16   |  |
| 15.            | "Legend of Icy Joe"                 |                | Fraggle Rock                  | 01:28   |  |
| 16.            | "New Day's Day"                     |                | Fraggle Rock                  | 01:40   |  |
| 17.            | "Dream a Dream and See"             |                | Fraggle Rock e Ed Helms       | 01:49   |  |
| 18.            | "Craggle Lagoon"                    |                | Fraggle Rock                  | 01:24   |  |
| 19.            | "Doozer Stick Jingle"               |                | Fraggle Rock                  | 00:19   |  |
| 20.            | "Same Light"                        |                | Fraggle Rock                  | 01:28   |  |
| 21.            | "Ball of Fire"                      |                | Fraggle Rock e Kenan Thompson | 01:53   |  |
| 22.            | "Once Upon a Time (I Knew My Nane)" |                | Red Fraggle                   | 01:53   |  |
| 23.            | "No Two Paths"                      |                | Fraggle Rock                  | 01:20   |  |
| 24.            | "Put It All Together"               |                | Fraggle Rock                  | 01:54   |  |
| 25.            | "There's a Lot I Want to Know"      |                | Red Fraggle e Ed Helms        | 01:30   |  |
| 26.            | "Follow Me"                         |                | Fraggle Rock                  | 01:42   |  |
| 27.            | "One Heart"                         |                | Fraggle Rock                  | 02:44   |  |
| 28.            | "Fraggle Rock Rock"                 |                | Foo Fighters                  | 03:15   |  |
| Duração total: | Duração total:                      | Duração total: | Duração total:                | 44:14   |  |

### Fraggle Rock: Back to The Rock - Season 2 (Apple TV+ Original Series Soundtrack)
O álbum foi lançado em 29 de março de 2024 (no mesmo dia da estreia da segunda temporada da série da Apple TV+) pela Lakeshore Records, apresentando todas as novas músicas interpretadas pelos Fraggles e artistas convidados especiais, incluindo Aespa e Adam Lambert, e os convidados previamente anunciados Daveed Diggs, Ariana DeBose, Catherine O'Hara e Brett Goldstein.
Lista de faixas
| N.º            | Título                                                              | Compositor(es) | Intérprete(s)                   | Duração |  |
| 1.             | "The Rock Goes On"                                                  |                | Fraggle Rock                    | 01:58   |  |
| 2.             | "I Knew I Was Good"                                                 |                | Fraggle Rock                    | 01:14   |  |
| 3.             | "Are You Ready?"                                                    |                | Fraggle Rock e Daveed Diggs     | 01:45   |  |
| 4.             | "A-OK"                                                              |                | Fraggle Rock                    | 02:19   |  |
| 5.             | "Workin'"                                                           |                | Fraggle Rock                    | 02:20   |  |
| 6.             | "Wind Will Guide You"                                               |                | Fraggle Rock                    | 02:17   |  |
| 7.             | "Fun Is Here To Stay"                                               |                | Fraggle Rock e Daveed Diggs     | 02:23   |  |
| 8.             | "Free and High"                                                     |                | Fraggle Rock e Adam Lambert     | 02:19   |  |
| 9.             | "Seal it Up"                                                        |                | Fraggle Rock                    | 01:26   |  |
| 10.            | "Time to Live As One"                                               |                | Fraggle Rock e Brett Goldstein  | 02:21   |  |
| 11.            | "Pass It On"                                                        |                | Fraggle Rock                    | 01:29   |  |
| 12.            | "Who Is Me?"                                                        |                | Fraggle Rock                    | 01:38   |  |
| 13.            | "Radishes vs Strawberries"                                          |                | Fraggle Rock                    | 01:53   |  |
| 14.            | "This for That"                                                     |                | Fraggle Rock e Brett Goldstein  | 01:38   |  |
| 15.            | "Lost and Found"                                                    |                | Fraggle Rock                    | 02:22   |  |
| 16.            | "Over and Over"                                                     |                | Fraggle Rock                    | 02:13   |  |
| 17.            | "Do The Sashay"                                                     |                | Fraggle Rock e Ariana DeBose    | 02:20   |  |
| 18.            | "Lose Your Heart"                                                   |                | Fraggle Rock                    | 01:25   |  |
| 19.            | "Be A Queen"                                                        |                | Fraggle Rock                    | 01:44   |  |
| 20.            | "Push It Down, Fraggle Up"                                          |                | Fraggle Rock                    | 02:16   |  |
| 21.            | "Same Page"                                                         |                | Fraggle Rock                    | 02:27   |  |
| 22.            | "It Makes You Cry / Sister and Brother (We Are Part Of Each Other)" |                | Fraggle Rock                    | 02:12   |  |
| 23.            | "Is It True?"                                                       |                | Fraggle Rock e Catherine O'Hara | 01:47   |  |
| 24.            | "Lost Fraggle Theme"                                                |                | Fraggle Rock e Catherine O'Hara | 00:29   |  |
| 25.            | "The Hope We Build Together"                                        |                | Fraggle Rock                    | 02:15   |  |
| 26.            | "Get Goin'"                                                         |                | Aespa                           | 01:59   |  |
| Duração total: | Duração total:                                                      | Duração total: | Duração total:                  | 52:05   |  |